# Las Tóvedas (Castielfabib)

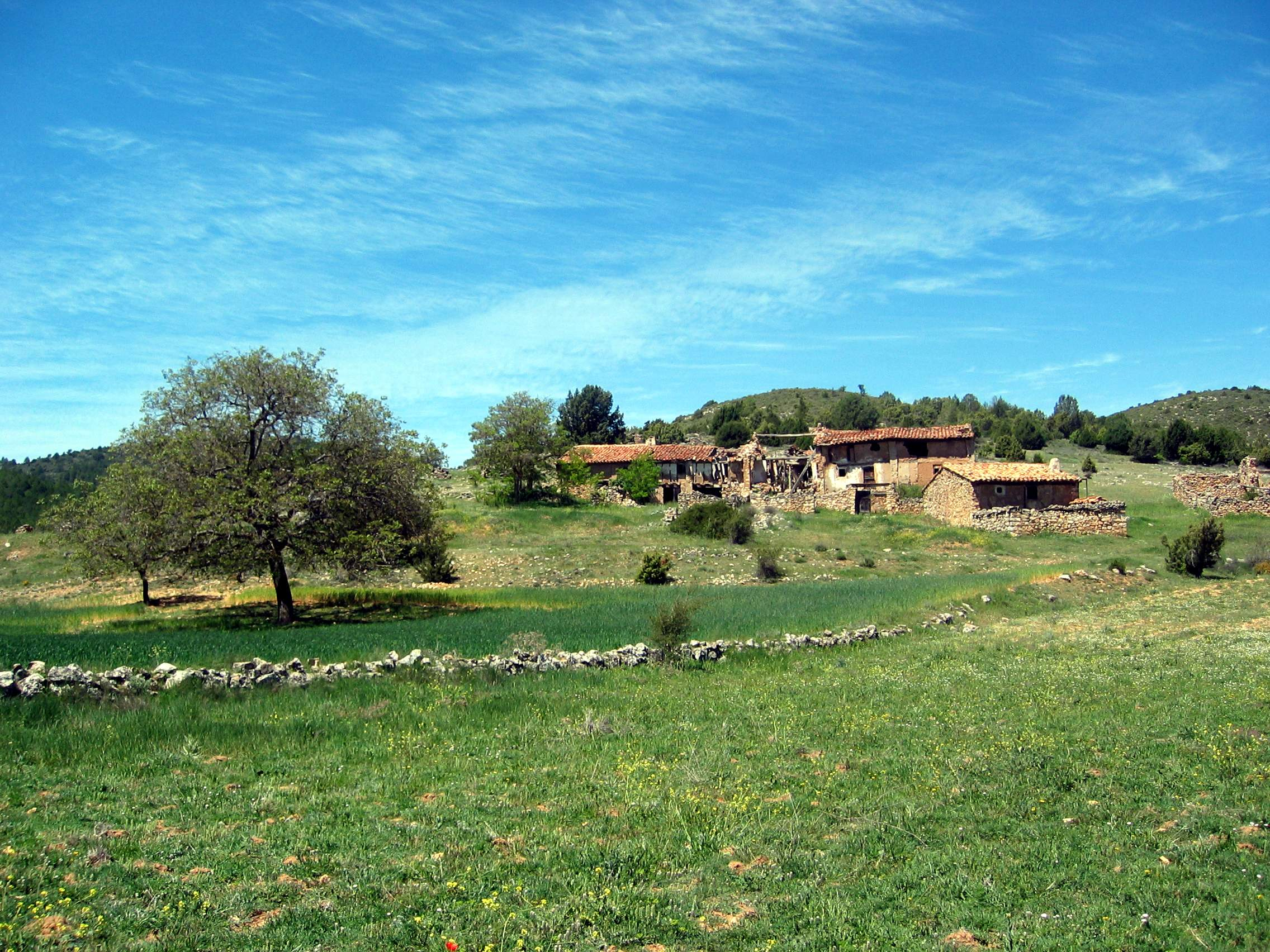
Vista parcial del caserío de «Tóveda de Arriba», Castielfabib (Valencia), desde la vega, año 2015.

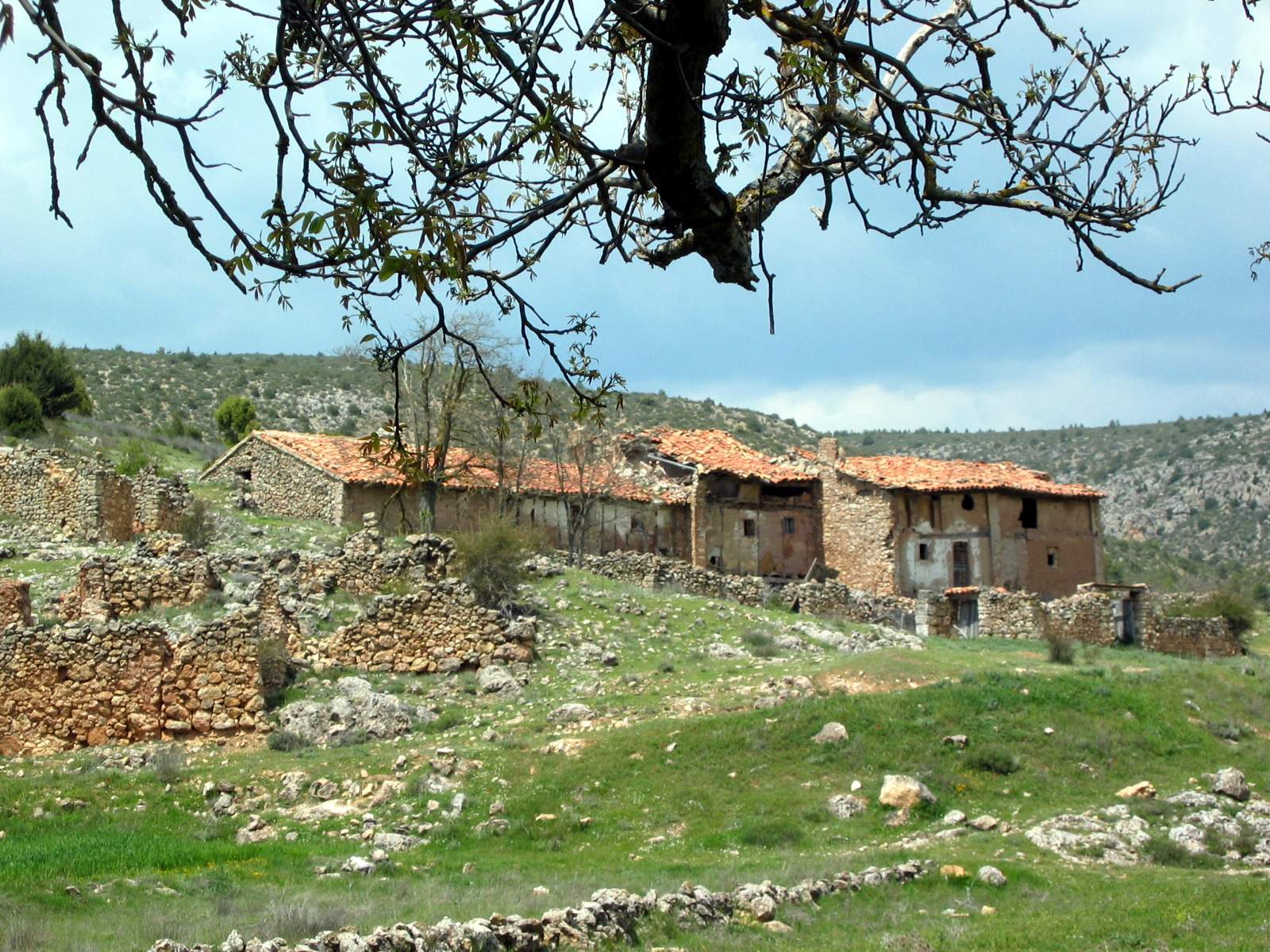
Vista parcial del caserío de «Tóveda de Arriba», Castielfabib (Valencia), desde la vega, año 2015.

Las Tóvedas -Alta y Baja- son dos antiguos rentos o caseríos en despoblado, ubicados en el término municipal de Castielfabib, provincia de Valencia (Comunidad Valenciana, España).

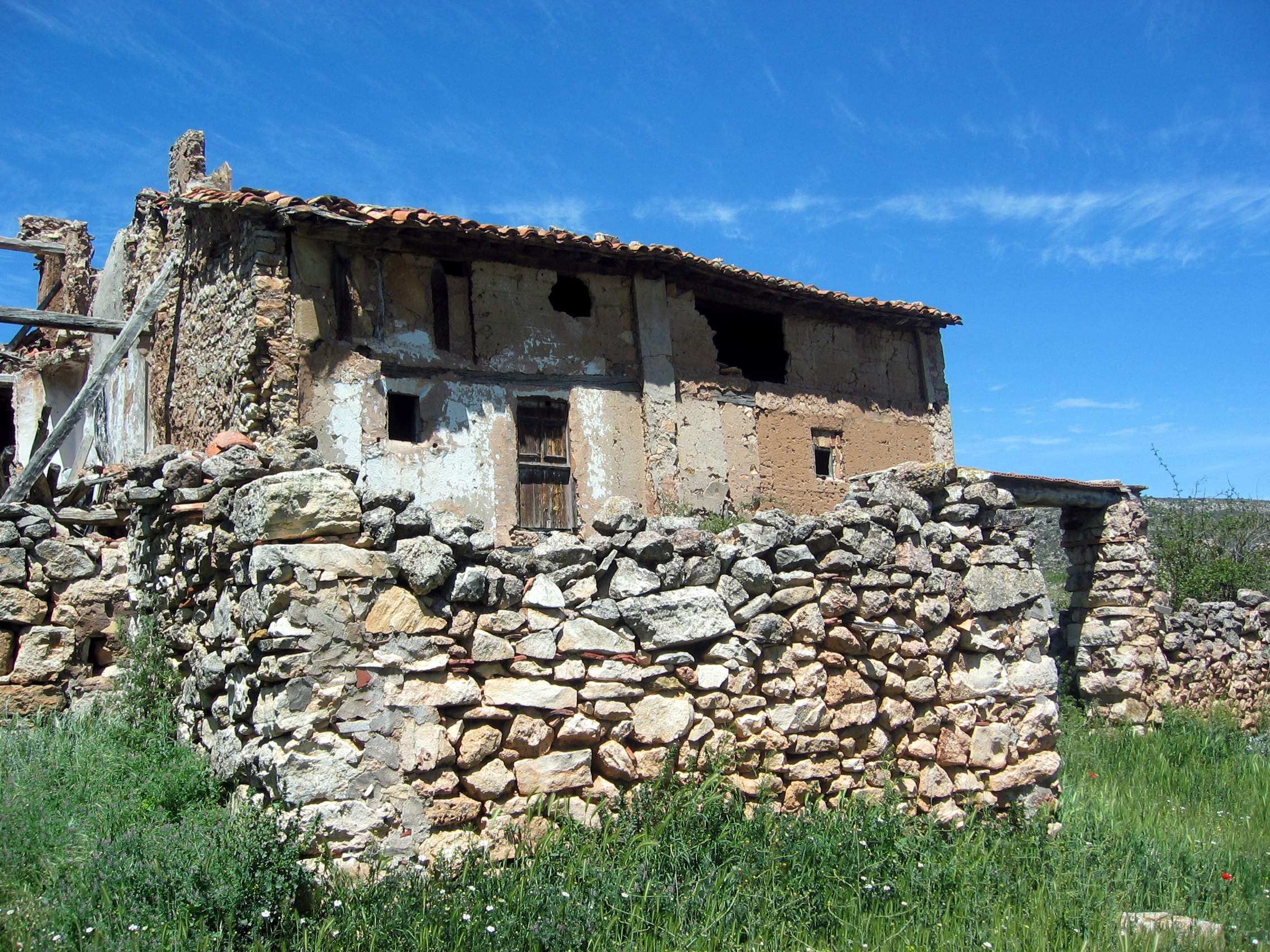
Detalle de construcción tradicional (vernacular) en el caserío de «Tóveda de Arriba», Castielfabib (Valencia), año 2015.

Dichos caseríos están en la actualidad deshabitados, pero antaño formaron parte del poblamiento disperso del Rincón de Ademuz, junto a otros en Ademuz (Altamira, Casas de la Balsa, Casas de Guerrero, El Soto, El Sotillo, La Veguilla -también conocida como «San Juan de la Veguilla»- y el Molino de los Cuchillos), Castielfabib (Casa Aurel, Casa del Mojón, Casa Molina, ambos Colladillos -el de Arriba y el de Abajo-, Las Monjas, La Veintena, y el Molino del Barranco Hondo), Puebla de San Miguel (El Pomar, La Masada, Masada de los Boteros, Masada de don Joseph Soriano y Montoya, y Masada de Sandalinas), en Torrebaja (Molino de San José o de Arriba y el Molino de Abajo, también conocido como "del Señor" o "del Mayorazgo"), entre otros lugares, cuyas fincas laboraban aparceros o renteros de los antiguos mayorazgos o propietarios.-. Algunos de estos lugares han desaparecido, otros se hallan en estado ruinoso o en situación de abandono, solo El Soto, en el término municipal de Ademuz, está habitado de forma permanente por una familia.

## Historia
Respecto al topónimo, el botánico Cavanilles escribe Tóbedas alta y baxa, refiriéndose al conjunto de ambos rentos o lugares. Otros escriben “Tóvedas de Arriba y Tóvedas de Abajo”, pluralizando el lugar. No obstante, personas que vivieron en estos parajes dicen de «Tóveda de Arriba» y de «Tóveda de Abajo», singularizando cada parte del territorio.
Se desconoce el momento histórico en que las partidas de ambas Tóvedas comenzaron a cultivarse, pero dada la extensión y feracidad del valle debió ser desde antiguo, como mínimo desde comienzos del siglo XVIII, cuando se inicia la fase de expansión agrícola en la comarca.
A su paso por el lugar, en los primeros días de septiembre de 1792, Cavanilles hace mención del lugar, definiéndolo como:

«[...] un dilatado y hermoso valle sin riego, pero cultivado con esmero: la tierra es algo roxa y arcillosa, de la misma naturaleza que la contigua del Colladillo, que es el granero de aquel término».
Observaciones, Antonio Josef Cavanilles

Según el Nomenclátor de población (1860), la aldea de Tóveda de Arriba estaba formado por dieciséis casas -tres habitadas, y trece solo de forma temporal-. A lo largo de la centuria siguiente (siglo XX), las tres iniciales se convirtieron, por anexos y ampliaciones, en cinco viviendas, que son las que actualmente perviven, aunque en estado ruinoso.
En censo poblacional de la Tóveda de Arriba fluctuó a lo largo de tiempo, entre los 10 y 20 habitantes, alcanzó si máxima población en los años treinta del siglo XX, hasta su despoblación en los años cincuenta del mismo siglo, tras “fallecer la última mujer que lo habitaba”. Según el testimonio de Leandro Calvo Narciso (1995), natural de la aldea de Los Santos:

«[...], la tía María Villalba Millán vivió largo tiempo sola y feliz con sus pavos hasta que la muerte la cogió serena y feliz en su casa de Tóveda. Nuestra familia la asistió y, en su ataúd -que fue cargado y bien atado sobre las jamugas de una caballería- la llevamos a Los Santos».
La tía María y el tío Pepe, Leandro Calvo Narciso

Respecto a las Tóveda de Abajo, el mismo Nomenclátor dice de la existencia de dos casas, una grande y otra de menor entidad, construyéndose con posterioridad dos más, estando todas ellas habitadas durante la primera mitad del siglo XX.

## Ubicación y estado
Las Tóvedas están formadas por dos unidades poblacionales, el de Arriba y el de Abajo,- así denominados en relación con su situación respecto a la cabecera del valle de su nombre, situado en posición suroccidental respecto a la villa de Castielfabib, a cuyo municipio pertenecen.

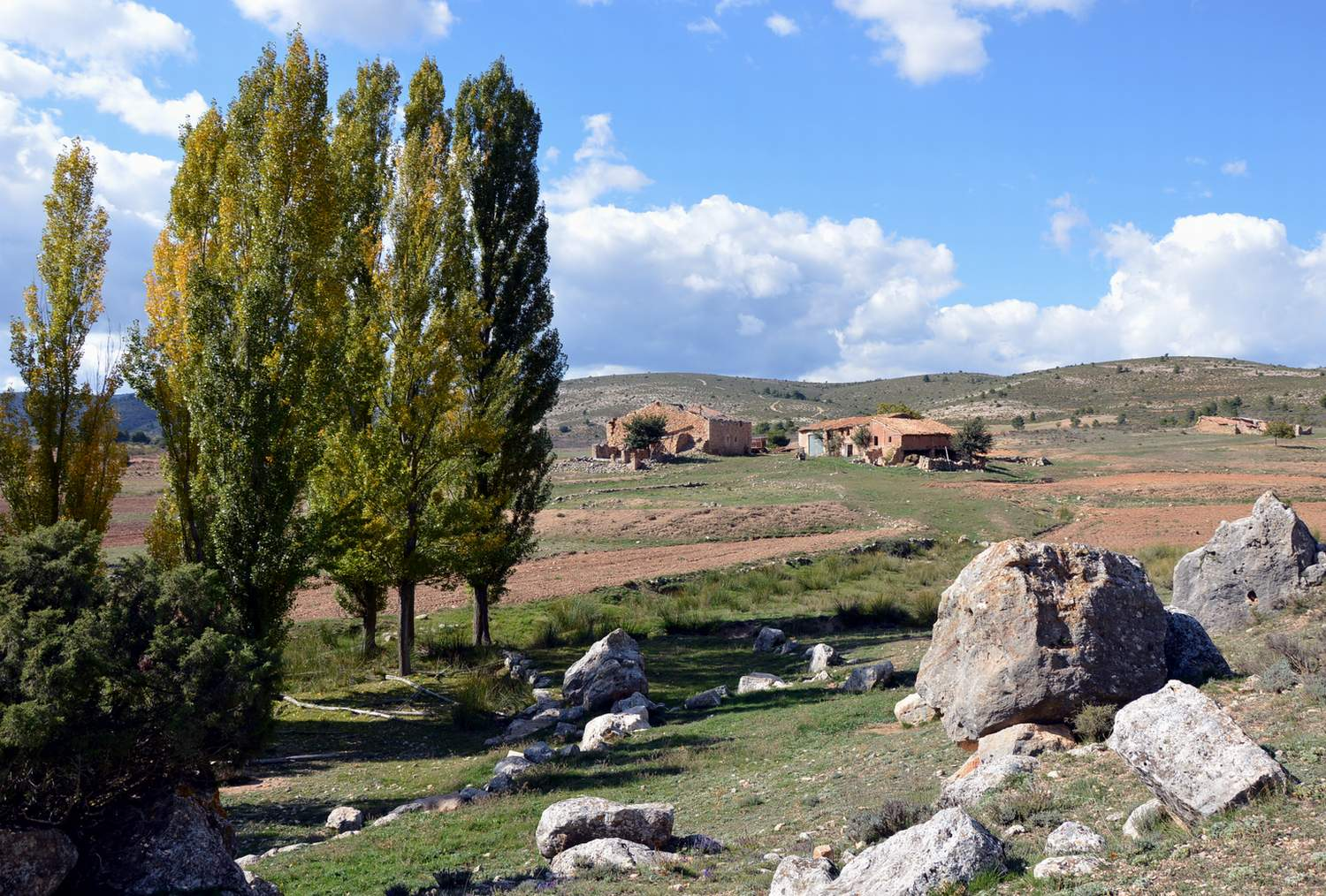
Vista del caserío de «Tóveda de Abajo», Castielfabib (Valencia), desde «El Navazo», año 2015.

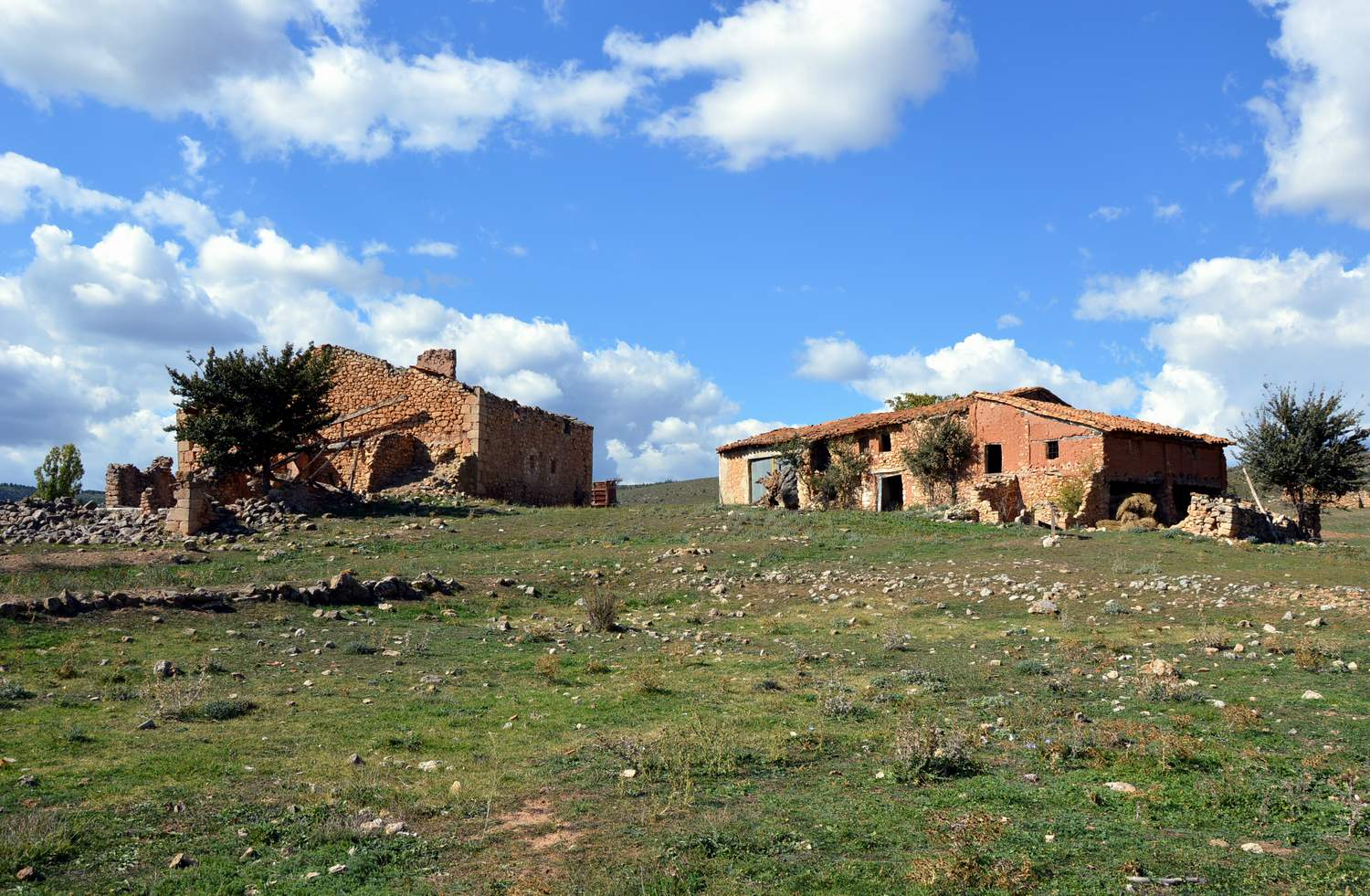
Detalle de construcciones tradicionales (vernaculares) en el caserío de «Tóveda de Abajo», Castielfabib (Valencia), desde «El Navazo», año 2015.

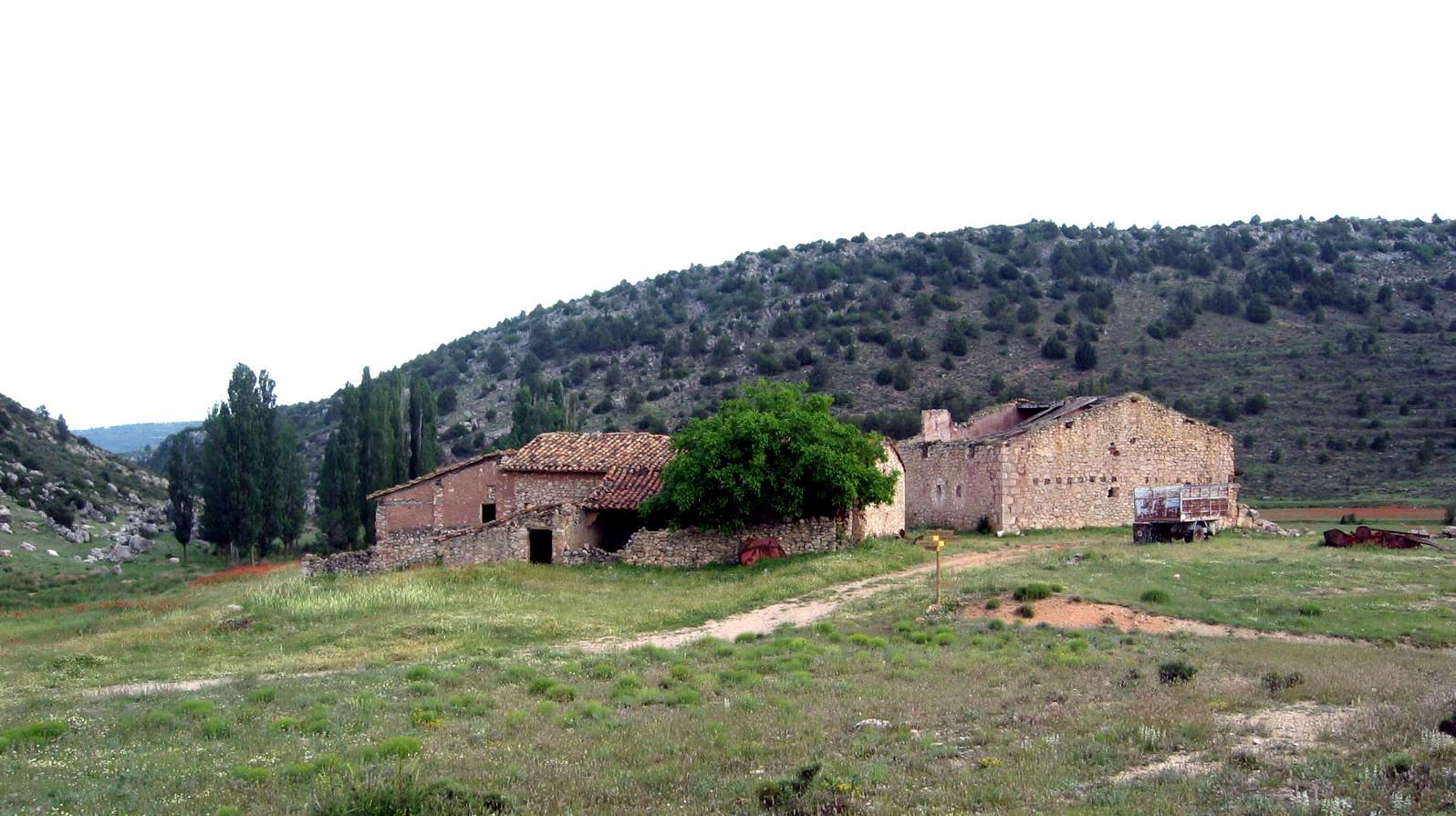
Vista general del caserío de «Tóvedas de Abajo», Castielfabib (Valencia), con detalle de la «Casa Grande» y «El Navazo» al fondo izquierda, año 2015.

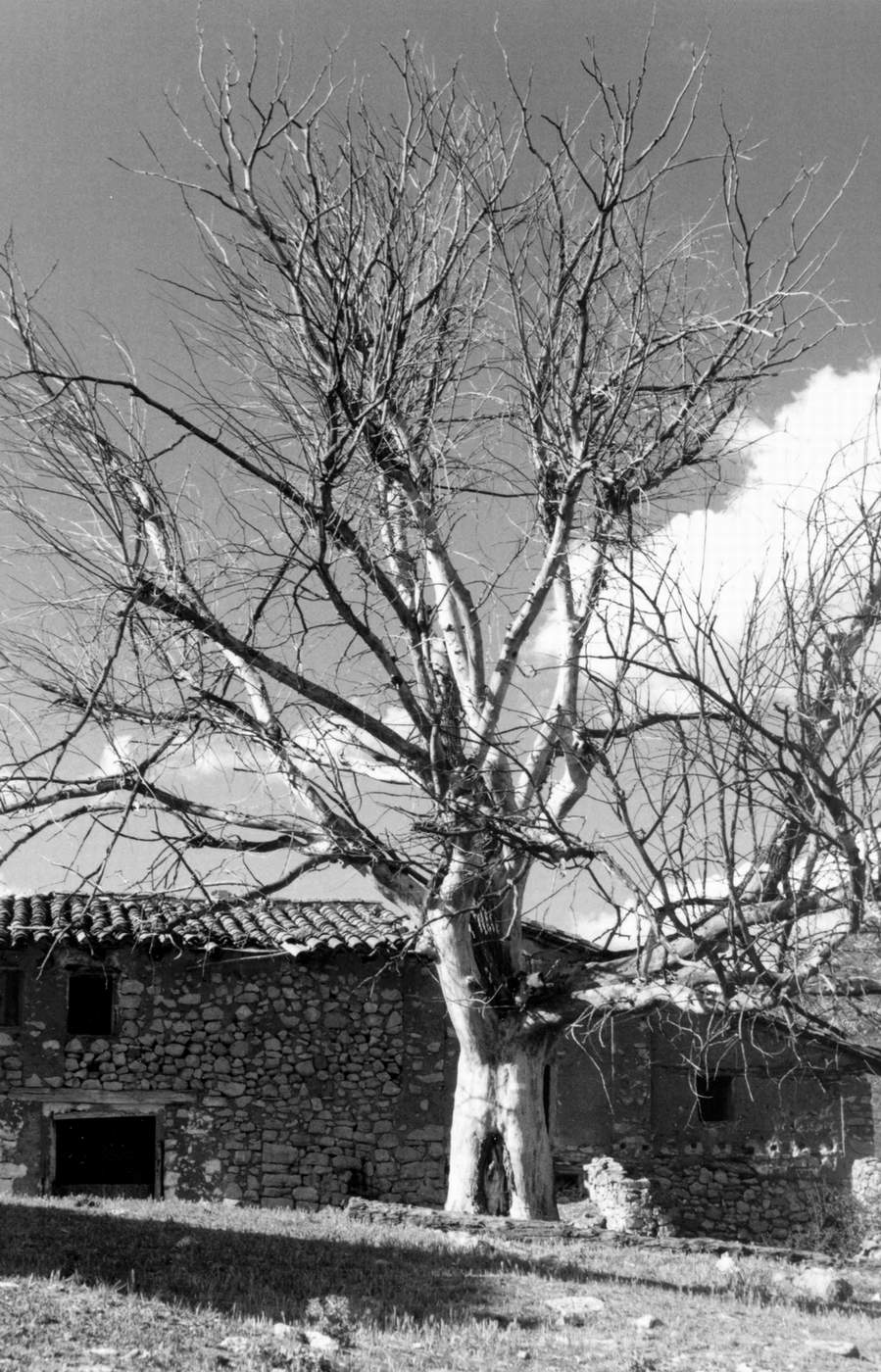
Detalle de olmo, ya seco, que hubo en la placeta del caserío de «Tóveda de Abajo», Castielfabib (Valencia), año 1995.

El caserío de Tóveda de Arriba -también conocido como “Tóveda la Alta”, como se cita en documentos antiguos- se sitúa en la parte alta del valle, a unos 800 metros de altitud, lindante con el término de Vallanca, y próximo a la fuente que surtía a la población animal y humana que allí moraba. Las hoyas de cultivo, mayoritariamente dedicadas al cereal, se extienden por arriba del despoblado, hacia la cabecera del valle (noroeste), y por debajo en dirección a Tóveda de Abajo (sureste). Los pobladores poseían ganados y animales de corral, cerdos, gallinas, conejos, pavos, ocas... Antaño se cultivaban también algunas verduras y hortalizas, incluso patatas, remolacha, coles, maíz..., aprovechando el agua del manantial. Desde la parte más elevada del caserío de Arriba puede verse longitudinalmente el panorama, que se ensancha hacia levante, con las fincas de cultivo en suave declive, separadas por muretes de piedra y laboradas perpendicularmente al valle, para favorecer la retención de agua. En su mayoría las fincas están destinadas al cultivo del trigo y la cebada, aunque también hay plantaciones de chopos maderables. En los márgenes de algunas propiedades pueden verse frondosos nogales, mientras que en las laderas septentrionales proliferan pinos, sabinas, enebros, espinos albares y variedad de arbustos.
El caserío de Tóveda de Abajo -asimismo conocido como “Tóveda la Baja”, como se cita también en registros antiguos- se sitúa en la parte honda del valle, lindante con el término de Ademuz y Vallanca. La Casa Grande que forma la vivienda principal, en cuyo entorno se construyeron las tres restantes, es una edificación de gran entidad, con sillares de piedra en los esquinares, y cobertura de teja árabe dispuesta en canal y cobija, vertiendo a dos aguas, cuya construcción puede datar del primer tercio del siglo XVIII, como fecha más temprana.
Entre la casona y las demás construcciones hay una placeta en cuyo extremo meridional hubo un monumental olmo común o negrillo, hoy desaparecido. Por debajo del caserío se halla El Navazo, zona de cultivo encajonada al comienzo del barranco de Tóvedas, y que los antiguos pobladores utilizaban como huerto. En esta misma zona se almacenaban las maderas procedentes de las cortas de pinos de las sierras limítrofes de Aragón y Castilla, en espera de ser transportadas por los madereros hasta el Turia en Ademuz, pues allí comienza La Calzada, también conocida como “Camino de la Madera”, que discurre entre El Navazo y El Losar, por donde se bajaban los troncos en carros de pértiga (tipo moyano), cuyas rodaduras todavía pueden verse, profundamente labradas en la roca viva del monte.
El estado de conservación de la mayoría de las construcciones de ambas Tóvedas, paradigma de arquitectura tradicional (vernacular), incluida la Casa Grande en Tóveda de Abajo, es lamentable, ruinoso, pese a la nobleza de la fábrica de esta última. Frente a las ruinas de la casona, parte baja del terraplén, se construyó hace unos años un corral y descubierto con muro de bloques en cemento crudo, cuya estampa rompe la armoniosa estética del lugar. Solo se conservan, y en mediano estado, algunas de las edificaciones del caserío de Arriba y otras del de Abajo; aunque su desmoronamiento es inminente, ya que están muy dejadas.